# Мито (град)
Мито е град в Япония. Населението му е 270 289 жители (по приблизителна оценка от октомври 2018 г.), а площта му е 217,45 кв. км. Намира се в часова зона UTC+9. В градът се намира една от 3-те най-известни японски градини в цяла Япония.

## Известни личности
Родени в Мито
- Кинджи Фукасаку (1930 – 2003), режисьор